# Wissenschaftliches Fehlverhalten
Der Begriff wissenschaftliches Fehlverhalten wurde im Juli 1998 durch eine Empfehlung des Plenums der deutschen Hochschulrektorenkonferenz (HRK) näher definiert. Die Empfehlung der HRK baut dabei auf einem Beschluss des Senates der Max-Planck-Gesellschaft vom November 1997 auf. Neben dem Begriff des wissenschaftlichen Fehlverhaltens hat die HRK in diesem Dokument auch Empfehlungen für die Verfahrensregeln bei Verdacht auf wissenschaftliches Fehlverhalten veröffentlicht.
Der Begriff „wissenschaftliches Fehlverhalten“ dient dazu, in der Wissenschaft unerwünschte Verhaltensweisen, die einer „guten wissenschaftlichen Praxis“ entgegenstehen, näher zu definieren und ihnen entgegenzutreten. Insbesondere geht es um Falschangaben, die Verletzung geistigen Eigentums und Probleme der Autorschaft und der Zustimmung bei wissenschaftlichen Veröffentlichungen. Im September 2019 gab die Deutsche Forschungsgemeinschaft (DFG) diesbezüglich einen verbindlichen Kodex mit Leitlinien zur Sicherung guter wissenschaftlicher Praxis heraus.
Eine umfangreiche Sammlung von bekannt gewordenen Fällen wissenschaftlichen Fehlverhaltens findet sich unter Täuschung und Fälschung in der Wissenschaft.

## Definition
Die Hochschulrektorenkonferenz definiert allgemein:
„Wissenschaftliches Fehlverhalten liegt vor, wenn in einem wissenschaftserheblichen Zusammenhang bewusst oder grob fahrlässig Falschangaben gemacht werden, geistiges Eigentum anderer verletzt oder sonstwie deren Forschungstätigkeit beeinträchtigt wird. Entscheidend sind jeweils die Umstände des Einzelfalles.“
Im Detail wird ausgeführt:
Als schwerwiegendes Fehlverhalten kommt insbesondere in Betracht:
a) Falschangaben
- das Erfinden von Daten;
- das Verfälschen von Daten, z. B. durch Auswählen und Zurückweisen unerwünschter Ergebnisse, ohne dies offenzulegen,
- durch Manipulation einer Darstellung oder Abbildung;
- unrichtige Angaben in einem Bewerbungsschreiben oder einem Förderantrag (einschließlich Falschangaben zum Publikationsorgan und zu in Druck befindlichen Veröffentlichungen).

b) Verletzung geistigen Eigentums
- in Bezug auf ein von einem anderen geschaffenes urheberrechtlich geschütztes Werk oder von anderen stammende wesentliche wissenschaftliche Erkenntnisse, Hypothesen, Lehren oder Forschungsansätze:

- die unbefugte Verwertung unter Anmaßung der Autorschaft (Plagiat),
- die Ausbeutung von Forschungsansätzen und Ideen, insbesondere als Gutachter (Ideendiebstahl),
- die Anmaßung oder unbegründete Annahme wissenschaftlicher Autor- oder Mitautorschaft,
- die Verfälschung des Inhalts,
- die unbefugte Veröffentlichung und das unbefugte Zugänglichmachen gegenüber Dritten, solange das Werk, die Erkenntnis, die Hypothese, die Lehre oder der Forschungsansatz noch nicht veröffentlicht sind.

c) Inanspruchnahme der (Mit-)Autorenschaft eines anderen ohne dessen Einverständnis.
d) Sabotage von Forschungstätigkeit (einschließlich des Beschädigens, Zerstörens oder Manipulierens von Versuchsanordnungen, Geräten, Unterlagen, Hardware, Software, Chemikalien oder sonstiger Sachen, die ein anderer zur Durchführung eines Experiments benötigt).
e) Beseitigung von Primärdaten (…), insofern damit gegen gesetzliche Bestimmungen oder disziplinbezogen anerkannte Grundsätze wissenschaftlicher Arbeit verstoßen wird.

## Mitverantwortung von Beteiligten
Zur Frage einer möglichen Mitverantwortung von mittelbar Beteiligten heißt es:
Eine Mitverantwortung für Fehlverhalten kann sich unter anderem ergeben aus
- aktiver Beteiligung am Fehlverhalten anderer,
- Mitwissen um Fälschungen durch andere,
- Mitautorschaft an fälschungsbehafteten Veröffentlichungen,
- grober Vernachlässigung der Aufsichtspflicht.

## Spezifische Probleme junger Wissenschaftler

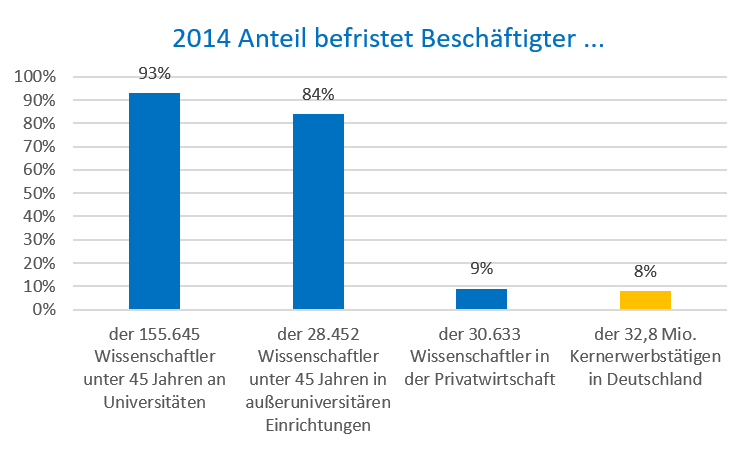
2014 Anteile befristet beschäftigter Wissenschaftler in Deutschland.

In den allermeisten Fällen, wo eine Verletzung geistigen Eigentums oder die Fälschung von Forschungsergebnissen eine Rolle spielen, ist die Einschätzung des Fehlverhaltens unzweideutig, sofern Beweise für das Fehlverhalten eines Wissenschaftlers und dessen Vorsatz vorliegen. In solchen Fällen kann ein etwaiger Disput zwischen konkurrierenden Parteien vor Dritten ausgetragen und z. B. der Schiedsspruch einer bestellten Ombudsperson angefordert werden.
Schwieriger gestaltet sich in Sachen geistiges Eigentum das Aufzeigen eines Fehlverhaltens, wenn sich der Geschädigte in einer dienstlichen oder die Karriere betreffenden Abhängigkeit zum Schädiger befindet. Diese stellt verdeckt – weil oft unausgesprochen, mitunter aber im Vier-Augen-Gespräch auch direkt eingesetzt – ein Druckmittel dar, wenn z. B. ein auslaufender Arbeitsvertrag oder eine wissenschaftliche Begutachtung der geleisteten Arbeit ansteht. In diesen Fällen muss abgewogen werden, ob der kurzfristige Schutz des geistigen Eigentums das damit entstehende Hindernis für den zukünftigen Karriereweg aufwiegt oder nicht. Betroffen sind naturgemäß meist junge, befristet eingestellte Wissenschaftler, z. B. Post-Doktoranden – vereinzelt aber auch schon Doktoranden – weil sie bei unter 45-jährigen in der deutschen Wissenschaftslandschaft eine deutliche Mehrheit von gut 90 % darstellen. Zumeist sind sich die betroffenen jungen Kollegen ihrer Rechte auf ihre Arbeit gar nicht bewusst, sodass diesbezüglich unterschwellige, auf Gerüchten basierende Ängste zu gefälligem Verhalten führen, was unter Gleichaltrigen fatalerweise schnell Nachahmung findet. Typische Fälle sind unbegründete Inanspruchnahmen sowohl von Erst- wie auch Co-Autorenschaften in Publikationen, Patenten und Projektanträgen. In fast allen diesen Fällen müssen junge Autoren bei der weiteren Verwertung innovativer Forschungsergebnisse oder -ideen eine Co-Autorenschaft ihnen vorgesetzter Kollegen erdulden oder werden gar von der Erstautorenschaft ausgeschlossen. Das Urheberrecht kann in diesen Fällen nur selten helfen, wie Rechtswissenschaftler attestieren.
In ihrem Artikel „Credit where credit's due“ der Zeitschrift NATURE (Vol 440, 30. März 2006) unter der Rubrik NEWS, Special Report, diskutiert Helen Pearson Strategien, wie man Streitigkeiten über Autorenschaften vermeiden kann und berichtet über die Situation in verschiedenen Disziplinen und Ländern. Sie schreibt, dass an der University of Pittsburg ein „Panel of Research Integrity“ amerikanische und englische Wissenschaftler tadelte, weil sie unbegründet den größten Teil der Ehrungen für Arbeiten entgegennahmen, an denen sie nur nebenbei oder gar nicht beteiligt waren. Hingegen ist ihr Urteil über deutsche Gepflogenheiten bei der Publikation von wissenschaftlichen Resultaten eher vernichtend: „Until recently, it was standard for the head of a German department or institution to take credit on a paper regardless of input. Graduate students and postdoctoral fellows frequently complain of being pushed down the author list, if they are included at all.“ Pearson schlägt vor, die Frage der Mitautorenschaften schon vor der Zusammenarbeit zu diskutieren und zitiert dabei Kate Kirby vom Harvard-Smithsonian Center for Astrophysics in Cambridge, Massachusetts, die Mitautorin einer Befragung junger Physiker war: „Proactive discussion is really important.“
Da aber oftmals eine vorangegangene Besprechung zwischen in der Hierarchie Ungleichen nicht für alle Beteiligten ein zufrieden stellendes Ergebnis liefert, ist man in skandinavischen Ländern inzwischen einen konsequenten Schritt vorangegangen und hat im Parlament staatliche Maßnahmen beschlossen.
In einem 2019 ebenfalls in NATURE erschienenen Artikel, wird berichtet, dass nach Dänemark nun auch Schweden beschlossen hatte, eine National Research Misconduct Agency einzurichten. Man beabsichtigte, die in der jüngeren Vergangenheit zahlreicher gewordenen Fälle von wissenschaftlichem Fehlverhalten einzudämmen. Nach nur einem Jahr konnte Holly Else in ihrem NATURE-Artikel vom 13. September 2021 „Swedish research misconduct agency swamped with cases in first year“
dem Amt eine Erfolgsbilanz bescheinigen, die offenbar die Erwartungen übertroffen hatte.

### Maßnahmen zur Förderung einer guten wissenschaftlichen Praxis in Deutschland
In allen deutschen universitären und außeruniversitären Forschungseinrichtungen werden inzwischen Seminare und Vorträge zur Aufklärung angehender Wissenschaftler über die herrschende Problematik und/oder persönliche Beratung durch Ombudspersonen angeboten. Verhältnisse wie in der Privatwirtschaft (Begriff: Bossing) sollen in der Wissenschaft verhindert werden.
Seit 1998 versucht die DFG allgemeine, unter Wissenschaftlern international anerkannte Regeln auch in Deutschland durch eine Denkschrift zur Sicherung guter wissenschaftlicher Praxis zu etablieren.
In einem Artikel des Deutschen Ärzteblattes (2005) berichten Stengel, Bauwens, Ekkernkamp von vergleichbaren, als Vancouver-Statement bekannten, Regeln des International Commitee of Medical Journal Editors.
Die drei Autoren verweisen darauf, dass Zeitschriften wie das British Medical Journal neben moralisch-ethischen Appellen längst zu konkreten Maßnahmen übergegangen sind. Z. B. werden eventuelle Interessenkonflikte, die aus einer Drittmittelunterstützung resultieren können offen gelegt. Und insbesondere erwartet man, den Beitrag jedes einzelnen Autors zu einem Manuskript rigoros zu kennzeichnen, was im Artikel als Beispiel auch für Deutschland empfohlen wird.
Das Thema der guten wissenschaftlichen Praxis hat auch mehrfach den Deutschen Bundestag beschäftigt; zuletzt 2019 (Drucksachen 19/12165 und 19/13751).
Inzwischen hat die DFG ihre Empfehlungen konkretisiert und präzisiert. Sie schätzt das hier beschriebene spezifische Problem junger Wissenschaftler offenbar als gravierend genug ein, um in ihrem – jüngst verbindlich eingeführten – Kodex zur guten wissenschaftlichen Praxis (September 2019) u. a. einen Leistungskatalog für Autorenschaften aufzunehmen, in dem sie konkret festlegt
(Kodex zur guten wissenschaftlichen Praxis, Auszug: Leitlinie 14, Seiten 19–20):
1. Autorinnen und Autoren wissenschaftlicher Veröffentlichungen tragen die Verantwortung für deren Inhalt stets gemeinsam. Autorin oder Autor ist nur, wer einen wesentlichen Beitrag zu einer wissenschaftlichen Veröffentlichung geleistet hat.
2. Eine Ehrenautorschaft, bei der gerade kein solcher Beitrag geleistet wurde, ist nicht zulässig. Eine Leitungs- oder Vorgesetztenfunktion begründet für sich allein keine Mitautorschaft.
3. Ohne hinreichenden Grund darf eine erforderliche Zustimmung (eines administrativen Vorgesetzten) zu einer Publikation von Ergebnissen nicht verweigert werden.

### Kritik
Diese Regeln zielen darauf, die Exklusivrechte von abhängig beschäftigten Wissenschaftlern an der publizistischen Verwertung ihrer Ergebnisse zu garantieren. Trotzdem stellt sich die Frage, inwieweit z. B. die Präsentation der eigenen Forschung gegenüber nicht-involvierten Kollegen und/oder Vorgesetzten und die folgende Diskussion der Ergebnisse gleichzeitig als wesentlicher wissenschaftlicher Beitrag gewertet werden muss, was ja deren Co-Autorenschaft rechtfertigen würde. Tatsächlich aber werden nach solchen Präsentationen nicht Kollegen zur Co-Autorenschaft eingeladen, Vorgesetzte schon.
Fragwürdig ist diese Praxis insbesondere dann, wenn, wie in größeren Institutionen üblich, der betreffende (administrative) Vorgesetzte als Abteilungs- oder Institutsleiter mit Management-Aufgaben ausgelastet ist und die eigentliche Forschungstätigkeit (Planung, Durchführung und Publikation) wissenschaftlichen Mitarbeitern obliegt. Junge Mitarbeiter suchen dann den Rat renommierter Kollegen mit adäquater fachlicher Qualifikation und Publikationstätigkeit meist des eigenen, seltener auch benachbarter Institute auf dem Campus. Kollegen, die zwar fest angestellt sind, aber keine administrative Position innehaben (sog. Fachvorgesetzte, Forschungsgruppenleiter, Senior Scientists, …). Solcher Art Zusammenarbeiten führen oft dazu, dass bei der Publikationsplanung zwischen jungem Wissenschaftler und administrativem Vorgesetzten die wissenschaftliche Leistung Dritter zwar berücksichtigt, aber in der Autorenliste nicht genügend honoriert wird, in extremen Fällen sogar gar nicht.

### Systemische Schwächen
Die Ursache für das Auftreten solchen Fehlverhaltens sind der Unwissenheit über die gute wissenschaftliche Praxis gepaart mit einer straffen institutionellen Hierarchie geschuldet. Manuskripte für Publikationen, Patente, Projektanträge müssen vor Einreichung vom administrativen Vorgesetzten genehmigt werden, auch wenn er zuvor selbst eine Co- oder gar Erstautorenschaft eingefordert hatte. Stattdessen wäre es einfach, eine interne Begutachtung durch unbeteiligte Kollegen zu erbitten, um nicht Interessenkonflikte zu provozieren.
Solche strukturellen Schwächen des Systems gepaart mit übertriebenem Ehrgeiz der beiden Seiten können das Fehlverhalten junger Wissenschaftler fördern anstatt zu dämpfen. Und nur selten treten systemische Schwächen offen zutage, dann nämlich wenn tatsächlich das Fehlverhalten eines jungen Wissenschaftlers entdeckt wird. Denn dann richten sich anlaufende Untersuchungsverfahren, wie im Fall Jan Hendrik Schön nicht im gleichen Maße gegen ihm vorgesetzte Co-Autoren. Auch hier bietet, laut Rechtswissenschaftler Ansgar Ohly, das Urheberrecht keinen Schutz. Es wird argumentiert, dass der Vorgesetzte für den Inhalt der Arbeit keine direkte Verantwortung trage, weil er bei der Generierung der Forschungsergebnisse nicht involviert war oder sogar nur ehrenhalber in die Autorenliste aufgenommen wurde. Dem widersprechen alle einschlägigen Regelwerke.
Dass in diesem Bereich generell ein „Kuhhandel“ zwischen berechtigten und unberechtigten Autoren üblich ist – teils zur Vervielfältigung der Publikationszahlen der Beteiligten, teils als Schmiermittel zur leichteren Mitteleinwerbung des Vorgesetzten – wurde von einem Insider aus der physikalischen Forschung in einem Artikel im spektrum.de Scilogs offengelegt.
Zu den systemischen Schwächen zählen auch die in Deutschland üblichen Bewerbungskriterien für Karriereschritte von Vorgesetzten in höhere Führungspositionen der Wissenschaft. Kandidaten werden bei ihrer Bewerbung auch nach der Anzahl und Qualität der eigenen Publikationen beurteilt, nicht ausschließlich der ihrer Mitarbeiter, selbst wenn sie als Leiter einer Organisationseinheit (d. h. Abteilung, Institut, Forschungszentrum) schon lange nicht mehr einer eigenen Forschungstätigkeit nachgehen, weil sie mit Managementaufgaben ausgelastet sind. In solchen Fällen haben junge Mitarbeiter meist ein „Einsehen“ und unterstützen den in der Konkurrenz stehenden Vorgesetzten. So entstehen Lebensläufe mit angeblich mehreren hundert Publikationen, was in den meisten Disziplinen ein aktiver Wissenschaftler gar nicht zu leisten in der Lage wäre. Dabei könnte fast immer in solchen Fällen für den Bewerber stattdessen die Häufigkeit der Nennung seiner Organisationseinheit in Publikationen (Affiliation) als ein Kriterium ohne Interessenkonflikt genutzt werden.
2022 wurde bekannt, dass ein vom österreichischen Plagiatsexperten Stefan Weber an der TU Wien für einen Zeitraum von sieben Jahren geplantes und vom österreichischen Bildungsministerium bewilligtes Forschungsprojekt namens Forschungsschwerpunkt Gute Wissenschaftliche Praxis nicht zustande kommt. Fabian Schmid vermutete im Standard politische Hintergründe, nachdem Weber verschiedenen Politikern Plagiate vorgeworfen hatte.